# Офсајд (хокеј на леду)
Под термином Офсајд (енгл. Offside) у хокеју на леду се подразумева недозвољена ситуација у којој је играч екипе која је у нападу прешао на одбрамбену трећину противничке екипе пре пака. Међутим када играч намерно врати пак у властити дефанзивни део терена тада нема офсајда без обзира да ли на том делу има противничких играча. Офсајд се суди уколико је одбрамбени играч случајно скренуо плочицу у своју трећину терена.
Када судија означи офсајд, игра се прекида и изводи се були у неутралној зони.
Офсајд се не суди уколико играч шутира директно ка голу противника. Игра се не прекида ни у ситуацији такозваног одложеног офсајда, односно када судија процени да одбрамбени играч може стићи до плочице пре играча који напада.